# Palestyna w kalifacie Fatymidów
Palestyna w kalifacie Fatymidów przebywała w okresie od 978 do 1079 roku.

## Historia

### Rys ogólny
W X wieku w Afryce Północnej wzrósł w siłę ród Fatymidów, którego kalifowie przy pomocy mameluków opanowali Egipt. Abbasydzi do walki z Fatymidami wykorzystywali Turków Seldżuckich.
Kalifat Fatymidów obejmował Egipt, Afrykę Północną, Palestynę i Syrię. Stolica znajdowała się w Kairze.

### Historia Palestyny
W 978 wojska Fatymidów pod wodzą kalifa Abu Mansoor Nizar al-Aziz Billaha opanowały Palestynę.
W owym okresie społeczność żydowska w Palestynie przeżyła swoje małe odrodzenie. W Jerozolimie powstała uczelnia religijna jesziwa. Większość Żydów posługiwała się językiem arabskim.
W 1008 roku kalif Al-Hakim nakazał, aby wszyscy Żydzi nie wyznający Islamu szyickiego, nosili na szyi wizerunek cielęcia, na pamiątkę złotego cielca ich przodków na pustyni. Dodatkowo nosili żółte chusty, które wyróżniały ich w wyglądzie zewnętrznym od pozostałej ludności. Karą za nieposłuszeństwo było wygnanie.
W 1009 roku kalif zburzył w Jerozolimie Bazylikę Grobu Świętego.
Początek rządów następnego kalifa Ali az-Zahira był okresem anarchii i buntów. W latach 1024–1029 w Palestynie trwał bunt Beduinów. Kalif, aby poprawić stosunki z Cesarstwem Bizantyńskim rozpoczął odbudowę Bazyliki Grobu Świętego w Jerozolimie.
W 1071 roku niejaki Atsyz stłumił w Palestynie (w imieniu gubernatora Akki) powstanie miejscowych Arabów, i zdobył Jerozolimę, uszczuplając tym samym posiadłości Fatymidów.
W 1079 roku wojska Turków Seldżuckich opanowały Palestynę, włączając ją do państwa Wielkich Seldżuków.
Fatymidzi na początku 1098 roku pokonali szybkim szturmem turecką załogę Jerozolimy i przejęli kontrolę nad tym miastem, ogłaszając jego ponowne otwarcie dla chrześcijan. Pomimo to, w 1099 roku Krzyżowcy zdobyli Jerozolimę i utworzyli Królestwo Jerozolimskie.